# 欽ちゃんの仮装大賞の作品一覧 (01回-10回)
萩本欽一（欽ちゃん）が司会を務めた『欽ちゃんの仮装大賞』の第1回から第10回までの概要と作品の一覧。

## 第1回
欽ちゃんの紅白歌合戦をブっとばせ!第1回全日本仮装大賞 なんかやら仮そう!
- 放送日 - 1979年12月31日(月)21:00 - 23:24 ※生放送
- 会場 - 東京・新宿コマ劇場
- 審査員(太字は審査員長) - 仮装
  - 青島幸男 - ナポレオン
  - 岡田眞澄 - 怪盗ルパン
  - 里中満智子 - クレオパトラ
  - 所ジョージ - 石川五右衛門
  - 樹れい子
  - 青木雨彦 - 任侠
  - 谷啓 - 超人ハルク
  - 桐島洋子
  - 沢たまき - 天草四郎
  - 江夏豊 - マドロス船長
  - 山本晋也 - サルバドール・ダリ
  - 富島健夫 - 金色夜叉
  - 鈴木義司 - 孫悟空
  - 高橋章子
  - キャロライン洋子 - メーテル

作品について
- 応募総数 - 約300組
- 出場 - 78組
- 合格 - --組
- 満点 - --組
- 合格率 - --.--%
- 満点率 - --.--%

- 合格点 - 15点満点中8点以上
- 最高点 - 15点
- 最低点 - --点
- 平均点 - --.--点

| No. | 作品                 |   | 点数 | 賞         | 備考                                                                                  |
| --- | -------------------- | - | ---- | ---------- | ------------------------------------------------------------------------------------- |
| 1   | カマキリ             | ○ | --点 |            |                                                                                       |
| 2   |                      | ○ | 09点 |            | 4人は「ブラックフェイス」としてステージに上がった。リプレイは削除される可能性が高い。 |
| 3   |                      | ○ | --点 |            |                                                                                       |
| 4   | 松田優作のドラキュラ |   | 04点 |            | 出演:竹中直人 素人時代に出場。仮装大賞初の不合格。                                    |
| 11  |                      |   | --点 |            | 10点？アメリカのヒーローを演じる子供たちのグループ。                                  |
| 12  | セミ                 |   | --点 |            |                                                                                       |
| 19  | 人魚                 |   | --点 |            |                                                                                       |
| 23  | 雷                   | ○ | --点 | 第3位      |                                                                                       |
| 26  | 鏡餅                 | ○ | --点 | アイデア賞 |                                                                                       |
| 27  | ブルーバード         | ○ | --点 | 努力賞     |                                                                                       |
| 43  | 空襲                 | ○ | --点 | 準優勝     |                                                                                       |
| 46  | 蒸気機関車           | ○ | 15点 | 優勝       |                                                                                       |
| 68  | 松葉杖               |   | --点 |            |                                                                                       |
| ?   | 武士と犬             | ○ | --点 | ユーモア賞 |                                                                                       |
| ?   | モモンガー           | ○ | --点 | 技能賞     |                                                                                       |
| ?   | トロピカルドリンク   |   | --点 |            |                                                                                       |
| ?   | 消火器とだちょう     |   | --点 |            |                                                                                       |
| ?   | エイリアン           |   | --点 |            |                                                                                       |
| ?   | ワニ                 |   | --点 |            |                                                                                       |
| ?   | 黒アゲハ蝶           |   | --点 |            |                                                                                       |
| ?   | 書初め               |   | --点 |            |                                                                                       |
| ?   | 日本のインディアン   |   | --点 |            | 2番？                                                                                 |
| ?   | 機動戦士ガンダム     |   | --点 |            |                                                                                       |
| ?   | 鷹                   |   | --点 |            | 64番？                                                                                |
| ?   | 広島カープ優勝の瞬間 |   | --点 |            |                                                                                       |
| ?   | 紙人間               |   | --点 |            |                                                                                       |
| ?   | ポップコーン         |   | --点 |            |                                                                                       |
| ?   | 音声多重テレビ       |   | --点 |            |                                                                                       |
| ?   | スーパーマン         |   | --点 |            |                                                                                       |

優勝 - 46番 蒸気機関車
タバコで蒸気機関車の煙を表現。当時の満点である15点を獲得。次回の第2回27番「ハシゴ車」で技能賞を受賞する。
準優勝 - 43番 空襲
逃げる日本人を戦闘機が追いかけ、最後は衝突し、日本人が口から煙を吐いて倒れる。
第3位 - 23番 雷
雷に扮した女性たちが「か〜み〜な〜り〜」と叫びながら太鼓を叩く。出場した女子メンバーは後に女子プロレスラー（大森ゆかりほか）として活躍。
努力賞 - 27番 ブルーバード
タイトルの通り「青い鳥」が登場。
ユーモア賞 - 武士と犬
鎧を付けた武士と犬の仮装の2人組が登場。
欽ちゃん大賞（アイデア賞） - 26番 鏡餅
布の中に人間が入り、ドーム状に膨らませて鏡餅を表現。この賞は表彰式の際、萩本が独断で決定。
技能賞 - モモンガー

- その他備考
  - 前年放送の『輝け!特別生放送 ピンク・レディー汗と涙の大晦日150分!! 〜みんなでしあわせになろうね〜』に引き続き、新宿コマ劇場を会場に開催。出場者だけでなく観客も仮装することが入場条件だったが、入場者がなかなか集まらず番組スタッフが呼び込みを行い、仮装していない観客にはマスカレード仮面を配った。しかし、放送開始までに2000席を超える客席を埋める事は出来ず、結局2階席を閉鎖して観客を全員1階席の前の方に詰めて放送した[2]。
  - 審査方法は15点満点からの減点方式で、減点前は全て白で点灯、減点されるごとに赤ランプに点灯。赤ランプに変わるたびに後の仮装大賞で使われる同じ音質の得点音が鳴る（音階が1音ずつ下がる）。演技中から演技終了後まで合格ライン（8点）に留まると花火打ち上げ音、合格ラインを下回ると不合格の鐘（現在とは異なるベル音）が鳴り、強制的に演技終了となる。
  - TBSの『第21回日本レコード大賞』にもゲスト出演していた審査員の江夏豊は、番組開始から30分後に到着。
  - 『トロピカルドリンク』の演技者が演技中に熱湯をこぼしてしまい火傷した。
  - 出場者のほかに優秀な仮装をした観客3組には『グアム旅行』が贈呈された。
  - 視聴率は4.8%[2]。なお番組の長い歴史で大晦日に放送はこの回のみ。また「開始時刻が21:00」と「終了時刻が23:24」は、双方とも歴代で一番遅い。
  - ディレクターの齋藤太朗は、後にこの回を振り返り「"仮装"という言葉が誤解されたのか女装したおかまの応募が多く、せめて踊りが伴えば良かったが、それも無かった」「たまたまタバコの煙を蒸気機関車に見立てる参加者がいて『正しく制作側の意図を理解する人がいた』と感動した」と語っている[3]。

## 第2回
欽ちゃんの第2回全日本仮装大賞
- 放送日 - 1980年5月3日(土)19:30 - 20:54 ※『土曜スペシャル』枠で放送。生放送
- 会場 - 東京・後楽園ホール
- 審査員(太字は審査員長) - 仮装
  - 藤本義一 - 聖徳太子
  - 岸田今日子 - クレオパトラ
  - タモリ - マッカーサー元帥
  - 龍虎 - 桃太郎侍
  - 赤塚不二夫 - ひまわり娘
  - 山本晋也 - 鉄腕アトム
  - 里中満智子
  - 浅香光代 - 三蔵法師
  - 岡田眞澄 - 三銃士
  - 八坂健司 ※週刊プレイボーイ編集長 - シャーロック・ホームズ

作品について
- 応募総数 - 約400組
- 出場 - 37組(150名)
- 合格 - 14組
- 満点 - 2組
- 合格率 - 37.84%
- 満点率 - 5.41%

- 合格点 - 20点満点中15点以上
- 最高点 - 20点
- 最低点 - --点
- 平均点 - --.--点

| No. | 作品                 |   | 点数 | 賞                 | 備考                               |
| --- | -------------------- | - | ---- | ------------------ | ---------------------------------- |
| 1   | 戦車                 | ○ | 17点 | 努力賞             |                                    |
| 2   | 五月人形             |   | 12点 |                    |                                    |
| 3   | 黄泉のとかげ         |   | 09点 |                    |                                    |
| 4   | バキュームカー       | ○ | 15点 | ユーモア賞         |                                    |
| 5   | 消防車               |   | 12点 |                    |                                    |
| 6   | ニワトリ             |   | 13点 |                    |                                    |
| 7   | ディズニー時計       |   | 13点 |                    |                                    |
| 8   | ゴキブリ             | ○ | 15点 |                    | 12点から番組初の繰り上げ合格(後述) |
| 9   | カメラ               |   | --点 |                    | 10点？                             |
| 10  | プラネタリウム       | ○ | 20点 | 優勝               |                                    |
| 11  | 人間掃除機           | ○ | 15点 |                    | 14点から繰り上げ合格               |
| 12  | カメの調教           | ○ | 15点 |                    |                                    |
| 13  | プリン               |   | 12点 |                    |                                    |
| 14  | 土俵入り             | ○ | 20点 | 準優勝             |                                    |
| 15  | ライター             |   | 10点 |                    |                                    |
| 16  | 警官と泥棒           |   | 08点 |                    |                                    |
| 17  | 月光仮面             |   | 12点 |                    |                                    |
| 18  | 応急処置             | ○ | 19点 | アイデア賞         |                                    |
| 19  | 宝島                 |   | 10点 |                    |                                    |
| 20  | ジェットコースター   |   | 09点 |                    |                                    |
| 21  | おにぎり             | ○ | 15点 |                    | 14点から繰り上げ合格               |
| 22  |                      |   | --点 |                    |                                    |
| 23  | 梅雨のあじさい       |   | 10点 |                    |                                    |
| 24  |                      |   | 11点 |                    |                                    |
| 25  | 赤城の子守唄         |   | 12点 |                    |                                    |
| 26  | 怪奇植物の惑星       |   | 10点 |                    |                                    |
| 27  | ハシゴ車             | ○ | 15点 | 技能賞             | 第1回優勝組                        |
| 28  | 台風                 |   | 08点 |                    |                                    |
| 29  | 金剛阿修羅           |   | 10点 |                    |                                    |
| 30  | エレクトリック自転車 |   | 11点 |                    |                                    |
| 31  | 乙姫様と浦島太郎     | ○ | 15点 |                    |                                    |
| 32  | 豆電球の実験         | ○ | 15点 | 週刊プレイボーイ賞 |                                    |
| 33  |                      |   | --点 |                    |                                    |
| 34  | カニ                 | ○ | 18点 | 第3位              |                                    |
| 35  |                      |   | --点 |                    |                                    |
| 36  |                      |   | --点 |                    |                                    |
| 37  |                      |   | --点 |                    |                                    |

優勝 - 10番 プラネタリウム
黒子になった中学生6人がプラネタリウムの投影機と星座を表現。
準優勝 - 14番 土俵入り
横綱のお腹に肉襦袢役の女性が抱きついた状態で四股を踏んで土俵入りを表現。
第3位 - 34番 カニ
3人の男性がカニの動きを表現。最後は泡を噴く。
努力賞 - 1番 戦車
ダンボールで作った本体部分と左右のキャタピラで構成され、キャタピラには人間が入って前進後退し戦車の動きを表現。最後は弾を発射。
ユーモア賞 - 4番 バキュームカー
バキュームカーに扮し、汚物を吸い込む音を口でバカバカしく表現。
アイデア賞 - 18番 応急処置
はさみで指を切って血が出たところに、絆創膏が登場して応急処置をする様子を表現。
技能賞 - 27番 ハシゴ車
1人の人間がはしご車に扮し、はしごが伸びて消防隊員が登り放水する様子を表現。第1回優勝者の作品。
週刊プレイボーイ賞 - 32番 豆電球の実験
スイッチ役の少年が腹筋運動の要領で動くと豆電球が光る。途中から欽ちゃんもスイッチの操作役に加わりギリギリで合格。
- その他備考
  - 会場が後楽園ホールに変更される。以後、第75回まで大半が後楽園ホールでの開催となる。
  - 第1回と同様に観客も全員が仮装した。観客が必ず仮装する形式はこの回を最後に廃止されるが、一部の回では自主的に仮装する観客も見られる。（第3-5,66回など）
  - ルールが改定され、審査が加点方式になる。パネルは全てピンクで点灯した。得点音が登場したが、当時は2点刻みで音階が上がっていた。また、合格音が『のど自慢』風の鐘の音に変わった。なお、各審査員の前にあるランプは当初プラスチックのカバーがなくむき出しの状態で、ランプも赤と白(ステージ側から見て左が赤)に色分けされていた[4]。
  - この大会のセットは、第1回と同様にステージ中央に得点パネルがあり左右に1つずつ幕がある形状だった。奇数番号の演者は向かって右の幕から、偶数番号の演者は向かって左の幕から登場した（左右の幕からでなく、ステージ袖から演者が登場する作品もあり）。
  - 番組開始当初の第2回ということもあり、仮装した姿で登場するだけのような作品も多かった。その中で、ストーリー性があったり見た目や動きにインパクトがあったりした作品が合格や各賞受賞となった傾向がある。
  - ルール改定に伴い、後の仮装大賞でおなじみとなる「繰り上げ合格」が行われるようになる。番組史上初の繰り上げ合格は8番「ゴキブリ」で子供がたった一人でミュージカル風の演技を展開した努力に対し、里中満智子や龍虎が加点した。その後も、11番「人間掃除機」と21番「おにぎり」で繰り上げ合格があった。
  - 週刊プレイボーイ編集長・八坂健次から週刊プレイボーイ賞がこの回のみ設けられる。
  - 10番『プラネタリウム』の優勝を期に、セットが現状通りのものへと変更された。また、得点パネルのフォントもFunction Bold[5]になり、第78回のセットチェンジまで30年近く使用され、仮装大賞の代表的なものの一つとなる。
  - 視聴率は14.8%[2]。

## 第3回
欽ちゃんの新春爆笑仮装コンテスト! 第3回全日本仮装大賞
- 放送日 - 1981年1月3日(土)19:00 - 20:54
- 会場 - 東京・後楽園ホール
- ナレーター - 橋本テツヤ
- 審査員(太字は審査員長) - 仮装
  - 青島幸男 - モーツァルト
  - 所ジョージ - フランケンシュタイン
  - タモリ - 宮本武蔵
  - 山本晋也 - スーパーマン
  - 赤塚不二夫 - 土星人?
  - 河野洋 - 鞍馬天狗
  - 里中満智子 - 楊貴妃
  - 池田文雄 ※日本テレビプロデューサー。中尾ミエの代理
  - 水野晴郎
  - 岡田眞澄 - アラブの大富豪

作品について
- 応募総数 - 約800組
- 出場 - 49組
- 合格 - 23組
- 満点 - --組
- 合格率 - 46.94%
- 満点率 - --.--%

- 合格点 - 20点満点中15点以上
- 最高点 - 20点
- 最低点 - --点
- 平均点 - --.--点

| No. | 作品                     |   | 点数 | 賞             | 備考                   |
| --- | ------------------------ | - | ---- | -------------- | ---------------------- |
| 1   | 除夜の鐘                 | ○ | 15点 |                |                        |
| 2   | ボウリング               |   | 10点 |                |                        |
| 3   |                          | ○ | --点 |                |                        |
| 4   | 蚊                       |   | --点 |                |                        |
| 5   | ペンギン                 |   | 09点 |                |                        |
| 6   | ウィンドサーフィン       |   | 09点 |                |                        |
| 7   |                          | ○ | --点 |                |                        |
| 8   |                          |   | --点 |                |                        |
| 9   | 鳩時計                   | ○ | 19点 | ユーモア賞     |                        |
| 10  | 観察日記                 | ○ | 18点 | 準優勝         |                        |
| 11  | ムカデ                   | ○ | 15点 |                |                        |
| 12  | カレーのできるまで       |   | 09点 |                |                        |
| 13  | くじゃく                 | ○ | 17点 | ファンタジー賞 |                        |
| 14  | タイプライター           |   | 11点 |                |                        |
| 15  |                          |   | --点 |                |                        |
| 16  | ダルマおとし             |   | 10点 |                |                        |
| 17  | クモとハエ               | ○ | 16点 |                |                        |
| 18  | パワーショベル           | ○ | 20点 | 第3位          |                        |
| 19  | 畜産                     | ○ | 16点 |                |                        |
| 20  |                          |   | --点 |                |                        |
| 21  | 納豆                     |   | 14点 |                |                        |
| 22  | 線香花火                 |   | 14点 |                |                        |
| 23  | 線香花火                 |   | 10点 |                |                        |
| 24  | 線香花火                 | ○ | 20点 | 優勝           |                        |
| 25  |                          |   | --点 |                |                        |
| 26  | 手                       | ○ | 17点 | アイデア賞     |                        |
| 27  |                          |   | --点 |                |                        |
| 28  | 正義の味方               |   | 10点 |                |                        |
| 29  | おもちゃのチャチャチャ   |   | 10点 |                |                        |
| 30  | 顔                       | ○ | 15点 |                | 13点から繰り上げ合格   |
| 31  | 電子計算機               | ○ | 15点 |                |                        |
| 32  | ロバのパン屋さん         |   | 07点 |                |                        |
| 33  |                          |   | --点 |                |                        |
| 34  |                          | ○ | --点 |                |                        |
| 35  | 新型エアーポットおすだけ |   | 07点 |                |                        |
| 36  |                          | ○ | --点 |                |                        |
| 37  |                          | ○ | --点 |                |                        |
| 38  |                          |   | --点 |                |                        |
| 39  | はなさかじいさん         | ○ | 15点 |                | 10点から繰り上げ合格   |
| 40  |                          |   | --点 |                |                        |
| 41  |                          |   | --点 |                |                        |
| 42  | 水道                     | ○ | 16点 |                |                        |
| 43  |                          |   | --点 |                |                        |
| 44  |                          | ○ | --点 |                |                        |
| 45  |                          | ○ | --点 |                |                        |
| 46  |                          |   | --点 |                |                        |
| 47  | ベン・ハー               |   | 11点 |                |                        |
| 48  | デジタル時計             | ○ | 19点 | ハッスル賞     | 17点からトーク中に+2点 |
| 49  | 火の鳥                   | ○ | 16点 |                | 7点から繰り上げ合格    |
| ?   | 巨人の星                 |   | --点 |                |                        |
| ?   | クワガタ虫               |   | --点 |                |                        |
| ?   | カメレオン               |   | --点 |                |                        |
| ?   | 踏切                     |   | --点 |                |                        |
| ?   | オズの魔法使い           |   | --点 |                |                        |

優勝 - 24番 線香花火
マッチで点火して現れた火花に扮した娘を、少年役の父親が担ぎ上げて線香花火を表現。
準優勝 - 10番 観察日記
女の子が読む日記にあわせて、朝顔が成長して花が咲くまでの様子を表現。
第3位 - 18番 パワーショベル
足をシャベル部分に見立て、パワーショベルが動く様子を1人で表現。
ファンタジー賞 - 13番 くじゃく
電飾で彩られた羽根を大きく広げて孔雀を表現。目も光る。
ユーモア賞 - 9番 鳩時計
1人の男性が、足を振り子、手を時計の針、顔をハトに見立てて鳩時計を表現。
アイデア賞 - 26番 手
5人の人間がそれぞれの指になり、様々な動きを表現。
ハッスル賞 - 48番 デジタル時計
1人1人がデジタル数字に扮して、時刻表示が1秒ずつ進んでいく様子を表現。最後はストップウォッチになる。
- その他備考
  - 過去2回は生放送で行なわれたが、この回は番組初の収録形式で行われた。
  - この回より番組ナレーターが登場し、橋本テツヤが務めた。
  - 舞台の基本形状が大きく変更される。得点パネルが画面左側に移動し、パネルは全て白で点灯。またこの回のみ、合格時にパネルの周囲を点滅する電飾も右回りではなく左右とも上部中心から下部中心へ流れた。各審査員の前にあるランプにプラスチックカバーが被せられた。ランプの色分けは第2回と同じである。
  - 得点音がオルガンのような音色のこの回独特のものが採用される。
  - 4番『蚊』の演技後、演技の際に使用した粉が会場中に舞い上がり進行が中断。
  - 『オズの魔法使い』は番組史上初の動物が登場する作品。ドロシーとライオンに扮した猫が登場した。
  - 各賞にファンタジー賞が新設。努力賞の代わりにハッスル賞がこの回のみ設けられた。また技能賞が廃止される。

## 第4回
欽ちゃんの爆笑仮装コンテスト! 第4回全日本仮装大賞
- 放送日 - 1981年6月18日(木)19:30 - 20:54 ※『木曜スペシャル』枠で放送
- 会場 - 東京・後楽園ホール
- ナレーター - 橋本テツヤ
- 審査員(太字は審査員長) - 仮装
  - 青島幸男 - 革命児サパタ
  - 赤塚不二夫 - メロン男
  - うつみ宮土理 - あんみつ姫
  - 河野洋 - 怪盗ルパン
  - 岡田眞澄 - 魔法使い
  - 所ジョージ - 武蔵坊弁慶
  - 大山のぶ代 - 自由の女神
  - 水野晴郎
  - タモリ - フック船長
  - 山本晋也 - ポパイ

作品について
- 応募総数 - 1374組
- 出場 - 39組
- 合格 - 21組
- 満点 - 3組
- 合格率 - 53.85%
- 満点率 - 7.69%

- 合格点 - 20点満点中15点以上
- 最高点 - 20点
- 最低点 - --点
- 平均点 - --.--点

| No. | 作品                   |   | 点数 | 賞             | 備考                                       |
| --- | ---------------------- | - | ---- | -------------- | ------------------------------------------ |
| 1   | コブラ                 |   | 12点 |                |                                            |
| 2   | 人力田植機             | ○ | 15点 |                | 第29,37回優勝組                            |
| 3   | 缶ビール               | ○ | 20点 | 第3位          |                                            |
| 4   | ポップコーン           | ○ | 15点 |                | 12点から繰り上げ合格                       |
| 5   |                        |   | --点 |                |                                            |
| 6   |                        |   | --点 |                |                                            |
| 7   | カメ                   | ○ | 15点 |                |                                            |
| 8   |                        |   | --点 |                |                                            |
| 9   |                        |   | --点 |                |                                            |
| 10  | かみなり               |   | 12点 |                |                                            |
| 11  | 孫悟空                 | ○ | 19点 |                |                                            |
| 12  | ジグソーパズル         | ○ | 15点 | ファンタジー賞 |                                            |
| 13  |                        |   | --点 |                |                                            |
| 14  | カエル                 | ○ | 15点 | ユーモア賞     |                                            |
| 15  | 春                     | ○ | 15点 |                | 12点から繰り上げ合格                       |
| 16  | 救急車                 | ○ | 19点 | 演技賞         |                                            |
| 17  |                        |   | --点 |                |                                            |
| 18  | 天使                   | ○ | --点 |                | 番組史上最年少となる0歳児(当時9ヶ月)が出場 |
| 19  |                        |   | --点 |                |                                            |
| 20  |                        |   | --点 |                |                                            |
| 21  |                        |   | --点 |                |                                            |
| 22  |                        |   | --点 |                |                                            |
| 23  |                        |   | --点 |                |                                            |
| 24  | 白雪姫                 | ○ | 20点 | 準優勝         |                                            |
| 25  | ビール                 | ○ | 17点 | アイデア賞     |                                            |
| 26  |                        | ○ | --点 |                |                                            |
| 27  | 象                     | ○ | --点 |                |                                            |
| 28  |                        | ○ | --点 |                |                                            |
| 29  | ミシン                 |   | 11点 |                |                                            |
| 30  | ところてん             | ○ | 15点 |                |                                            |
| 31  | 扇風機                 | ○ | 15点 |                | 第3回優勝組                                |
| 32  | アシカのショー         |   | 10点 |                |                                            |
| 33  | おもちゃのシンフォニー | ○ | 20点 | 優勝           |                                            |
| 34  |                        |   | --点 |                |                                            |
| 35  |                        |   | --点 |                |                                            |
| 36  | ヘリコプター           | ○ | 15点 | 努力賞         |                                            |
| 37  | コンパス               | ○ | 15点 |                | 14点から繰り上げ合格                       |
| 38  |                        |   | --点 |                |                                            |
| 39  |                        | ○ | --点 |                |                                            |
| ?   | 顔                     |   | --点 |                |                                            |
| ?   | 大爆破                 |   | --点 |                |                                            |
| ?   | 鼻血ブー               |   | --点 |                |                                            |
| ?   | キャベツ               |   | --点 |                |                                            |
| ?   | みざるいわざるきかざる |   | --点 |                |                                            |

優勝 - 33番 おもちゃのシンフォニー
エトムント・アンゲラー作曲「おもちゃのシンフォニー（おもちゃの交響曲）」の第1楽章を人形たちが演奏するオーケストラを表現。
準優勝 - 24番 白雪姫
白雪姫と7人の小人(数人の膝に小人の顔を描き表現)が音楽にあわせて楽しく歌う。
第3位 - 3番 缶ビール
缶ビールを開けて口から噴き出してくる泡を、梱包用のシートで表現。
努力賞 - 36番 ヘリコプター

ファンタジー賞 - 12番 ジグソーパズル
ライディーンの曲とともにジグソーパズルが組み立てられてモナ・リザの絵が現れる様子を表現。
演技賞 - 16番 救急車
救急車が到着し、中から救急隊員が患者を担架で運び出してくる様子を表現。
ユーモア賞 - 14番 カエル
空気カエルのおもちゃで遊び、最後は壊れてしまう様子を表現。
アイデア賞 - 25番 ビール
ソンブレロをかぶった2人の男性が瓶ビールとジョッキで乾杯し、次に持っている楽器が瓶ビールとジョッキに変わり、最後は2人が巨大な瓶ビールとジョッキに変身する。
- その他備考
  - 前年9月で『土曜スペシャル』が廃枠になったため、初めて『木曜スペシャル』枠で放送。
  - デザインは第3回と同じ黄土色のセットで、得点パネルが右に移動。パネルは不合格の14点までは白系色、合格の15点以上は赤系色に点灯。この形式は現在に至る。このセットは、以後1998年放送の第55回まで、変わらず17年間にわたり使用された。
  - 得点音が第2回の得点音に近い音質に戻る。この回より1点ずつ音階が上がっていく形式に変更。合格時のパネル周囲の電飾も第2回と同じ右回りに戻る。以後、点滅のスピード、電飾の数は回ごとに異なるが一貫して右回りである。また、各審査員の前にあるランプが白に統一された。
  - 審査員の女優かつ声優の大山のぶ代が初登場し、第11回まで出演。トーク中、出場者が主に幼稚園または小学生低学年[6]の場合にテレビ朝日系のテレビアニメ『ドラえもん』のドラえもんの声（当時）で挨拶をするのがお約束となった[要出典]。また、恐竜系の作品においてもドラえもんの声で挨拶をする事がある。
  - この回のみ萩本はカジュアルな（赤のセーターにスニーカー）姿で司会進行するという、仮装大賞の歴史の中では非常に珍しい形となった。
  - 各賞に演技賞が新設、努力賞が復活。
  - 裏番組がプロ野球の巨人 - 広島戦で苦戦が予想されたが、視聴率は20.8%でプロ野球中継に勝利。これで番組の長期継続が確定したとされている[2]。

## 第5回
欽ちゃんの新春爆笑仮装コンテスト! 第5回全日本仮装大賞
- 放送日 - 1982年1月2日(土)18:30 - 20:54 ※生放送
- 会場 - 東京・日本青年館ホール
- ナレーター - 橋本テツヤ
- 審査員(太字は審査員長) - 仮装
  - 小林亜星 - 七福神の恵比寿様
  - 山本晋也 - 冒険ダン吉
  - 大山のぶ代 - 七福神の弁財天
  - 赤塚不二夫 - ニャロメ
  - 青島幸男 - 赤穂浪士
  - 泉ピン子 - 芸者
  - 水野晴郎 - デイビー・クロケット
  - 所ジョージ - なめ猫
  - 高見知佳 - ピノキオ
  - 岡田眞澄 - 助六

作品について
- 応募総数 - 2025組
- 出場 - 61組
- 合格 - 27組
- 満点 - 2組
- 合格率 - 44.26%
- 満点率 - 3.28%

- 合格点 - 20点満点中15点以上
- 最高点 - 20点
- 最低点 - 5点
- 平均点 - 12.33点

| No. | 作品                   |   | 点数 | 賞             | 備考                   |
| --- | ---------------------- | - | ---- | -------------- | ---------------------- |
| 1   | 福岡城                 |   | 13点 |                |                        |
| 2   | お餅つき               |   | 12点 |                |                        |
| 3   | 紙ずもう               | ○ | 18点 | アイデア賞     |                        |
| 4   | 初日の出               | ○ | 17点 |                | 第29,37回優勝組        |
| 5   | スペースシャトル       | ○ | 16点 | 努力賞         |                        |
| 6   | 清掃車                 |   | 09点 |                | 8点からトーク中に+1点  |
| 7   | トカゲ                 | ○ | 15点 |                |                        |
| 8   | お子様ランチ           |   | 08点 |                |                        |
| 9   | グレート・ハンティング |   | 07点 |                |                        |
| 10  | とびだす絵本           |   | 12点 |                |                        |
| 11  | 空中戦                 |   | 10点 |                | 9点からトーク中に+1点  |
| 12  | 道路工事               | ○ | 19点 | 準優勝         |                        |
| 13  | 歯の磨きかた           | ○ | 18点 | ユーモア賞     | 16点からトーク中に+2点 |
| 14  | オリエンテーリング四季 |   | 09点 |                |                        |
| 15  | 台風VS気象庁           |   | 05点 |                |                        |
| 16  | 納豆                   | ○ | 15点 |                | 13点から繰り上げ合格   |
| 17  | 鉛筆けずり             |   | 05点 |                |                        |
| 18  | ソフトクリーム         |   | 11点 |                |                        |
| 19  | 大名行列               |   | 12点 |                | 11点からトーク中に+1点 |
| 20  | ポラロイドカメラ       | ○ | 15点 |                |                        |
| 21  | ウィスキーとするめ     | ○ | 16点 |                | 第6回優勝組            |
| 22  | こんにゃくのドミノ倒し | ○ | 18点 |                |                        |
| 23  | 海亀の産卵             |   | 06点 |                |                        |
| 24  | 狸の置物               |   | 10点 |                |                        |
| 25  | 傷口消毒               |   | 07点 |                |                        |
| 26  | 顔                     | ○ | 16点 |                |                        |
| 27  | ざりがにと魚           |   | 09点 |                |                        |
| 28  | ハンコ                 | ○ | 15点 |                |                        |
| 29  | ブリの産卵             |   | 11点 |                |                        |
| 30  | 雅（みやび）           |   | 11点 |                |                        |
| 31  | なめくじ               | ○ | 16点 |                |                        |
| 32  | スーパーマン           | ○ | 18点 |                | 第4回優勝組            |
| 33  | スーパーマン           | ○ | 19点 |                |                        |
| 34  | スーパーマン           | ○ | 20点 | 優勝           |                        |
| 35  | 巻き笛                 |   | 12点 |                |                        |
| 36  | へび                   |   | 11点 |                |                        |
| 37  | ロープウェイ           |   | 05点 |                |                        |
| 38  | ケニヤからの贈り物     | ○ | 16点 | ファンタジー賞 |                        |
| 39  | くぎ                   | ○ | 18点 |                |                        |
| 40  | ダックスフント         | ○ | 15点 |                |                        |
| 41  | 夕立があがって虹が出た |   | 05点 |                |                        |
| 42  | 大きな栗の木の下で     | ○ | 16点 |                |                        |
| 43  | サイコロ               |   | 11点 |                |                        |
| 44  | もち                   |   | 12点 |                | 9点からトーク中に+3点  |
| 45  | 電気掃除機             | ○ | 15点 |                |                        |
| 46  | にわとりと卵           | ○ | 15点 |                |                        |
| 47  | りんご                 | ○ | 15点 |                | 9点から繰り上げ合格    |
| 48  | 紫陽花（あじさい）     |   | 11点 |                | 10点からトーク中に+1点 |
| 49  | バッタ                 |   | 06点 |                |                        |
| 50  | タンポポ               |   | 05点 |                |                        |
| 51  | メロディーアラーム     |   | 10点 |                |                        |
| 52  | しゃくとり虫           |   | 11点 |                | 7点からトーク中に+4点  |
| 53  | ステレオ               |   | 10点 |                |                        |
| 54  | はね橋                 |   | 09点 |                |                        |
| 55  | 新旧交代               |   | 05点 |                |                        |
| 56  | ウォーク・ペンギン     | ○ | 15点 |                |                        |
| 57  | ヘビー・スモーカー     |   | 07点 |                |                        |
| 58  | 弁慶と牛若丸           |   | 06点 |                |                        |
| 59  | 宇治金時               | ○ | 15点 |                |                        |
| 60  | ホッピング             | ○ | 20点 | 第3位          |                        |
| 61  | 音符                   | ○ | 18点 | 演技賞         |                        |

優勝 - 34番 スーパーマン
12歳差の兄弟が体操の要領でスーパーマンの活躍を表現。
準優勝 - 12番 道路工事
工事現場で削岩機を使う様子を表現。
第3位 - 60番 ホッピング
巨大な人形がホッピングに乗って跳ぶ様子を男性が1人で表現。
努力賞 - 5番 スペースシャトル
スペースシャトルが猛ダッシュして発射台に昇り、「ドッカーン」と叫んで飛び上がる。
ファンタジー賞 - 38番 ケニヤからの贈り物
プレゼントの箱を開けると中から風船が出てきて膨らんで象が出来上がり、最後はシャボン玉が出てくる。
演技賞 - 61番 音符
「雪山讃歌」のリコーダー演奏に併せて、五線譜に描かれる音符を表現。
ユーモア賞 - 13番 歯の磨き方
歯ブラシの毛に扮した女子中学生たちが歯磨きの工程を動きで表現。
アイデア賞 - 3番 紙ずもう
巨大な手と紙力士に扮し、紙相撲で勝負する様子を表現。
- その他備考
  - 会場を神宮の森にある日本青年館大ホールに移して開催。以降、第17回まで正月大会のみ日本青年館からの生放送が恒例となる。
  - 従来2段形式だった審査員席が横1列に配置される。この形式は現在まで変わらないが、番組オープニングでは現在とは逆の画面左手から審査員を紹介している(回によって異なる。例として第6回は現在と同じ右手からだが、第7-12回は左手からに戻り、第13回以降は現在と同じ右手からに変わっている。また、ナレーターがルール説明しながら審査員が加点するのも第8回のみ画面左手の審査員から加点し、それ以外の回ではすべて右手の審査員から加点していった)。
  - 合格音・不合格音が変更される。以降、第10回、第13回と不合格音の音程を変更したが、この2曲は変わっていない。得点音は、メロディこそ第4回と同じだが、1オクターブ高くなった。
  - 合格者全員にバニーガールからメダルと共に「お年玉」が渡された。各賞で渡される賞金目録とほぼ同じサイズの目録形式の「お年玉」で、この回限りの試みだったが後にサイズを小さくして復活する（第14-44,62回）。
  - 4番「初日の出」では紅白の鳩が登場した。以後、本物の動物は第60回「ロシナンテ ハリウッドに行く」まで登場していない。
  - 32-34番は「スーパーマン」をテーマにした作品が連続で披露され、34番は優勝となった。
  - 全作品終了後、過去4回の優勝作品の映像を放送。

## 第6回
欽ちゃんの爆笑仮装コンテスト! 第6回全日本仮装大賞
- 放送日 - 1982年5月1日(土)19:00 - 20:54 ※生放送
- 会場 - 東京・後楽園ホール
- ナレーター - 福留功男(審査員と兼務)
- 審査員(太字は審査員長) - 仮装
  - 所ジョージ - 武者人形
  - 大山のぶ代 - モナ・リザ
  - 岡田眞澄 - 怪傑ゾロ
  - 赤塚不二夫 - 柏餅
  - 沢田亜矢子 - ベルサイユのばら・オスカル
  - 青島幸男 - 閻魔大王
  - 水野晴郎 - ホレーショ・ネルソン
  - うつみ宮土理 - 坊つちやんのマドンナ
  - 山本晋也 - 金太郎
  - 福留功男 - 丹下左膳

作品について
- 応募総数 - 2256組
- 出場 - 52組
- 合格 - 20組
- 満点 - 0組
- 合格率 - 38.46%
- 満点率 - 0.00%

- 合格点 - 20点満点中15点以上
- 最高点 - 19点
- 最低点 - 5点
- 平均点 - 12.42点

| No. | 作品                     |   | 点数 | 賞             | 備考                                                                   |
| --- | ------------------------ | - | ---- | -------------- | ---------------------------------------------------------------------- |
| 1   | こいのぼり               | ○ | 15点 |                |                                                                        |
| 2   | 寿司                     | ○ | 15点 |                |                                                                        |
| 3   | めんこ                   |   | 14点 |                |                                                                        |
| 4   | 水車                     |   | 09点 |                |                                                                        |
| 5   | カタカタ                 |   | 11点 |                |                                                                        |
| 6   | 乾燥わかめ               |   | 10点 |                |                                                                        |
| 7   | ホールインワン           | ○ | 15点 |                |                                                                        |
| 8   | サル                     |   | 09点 |                |                                                                        |
| 9   | 東京名所めぐり           | ○ | 15点 |                | 出演：イジリー岡田（当時は一般高校生）                                 |
| 10  | パックマン               |   | 14点 |                |                                                                        |
| 11  | かんなくず               | ○ | 16点 |                |                                                                        |
| 12  | 750（ナナハン）ライダー  |   | 10点 |                |                                                                        |
| 13  | ウルトラマン             |   | 14点 |                |                                                                        |
| 14  | バッティングマシン       |   | 14点 |                | 12点からトーク中に+2点                                                 |
| 15  | アジのひらき             | ○ | 19点 | 優勝           | 初めて満点以外が優勝                                                   |
| 16  | 牛力蓄音機               |   | 05点 |                |                                                                        |
| 17  | 社交ダンス               |   | 13点 |                |                                                                        |
| 18  | アニメ大集合             |   | 11点 |                |                                                                        |
| 19  | エレキギター             | ○ | 17点 | アイデア賞     |                                                                        |
| 20  | 髭剃り                   |   | 06点 |                |                                                                        |
| 21  | 時の魔術                 | ○ | 18点 | 第3位          | 第4回優勝組                                                            |
| 22  | ミクロロボット合体       | ○ | 15点 |                | 14点から繰り上げ合格                                                   |
| 23  | パン作り                 | ○ | 15点 |                |                                                                        |
| 24  | コイン式電動ウルトラマン | ○ | 16点 |                |                                                                        |
| 25  | 一輪車                   |   | 13点 |                |                                                                        |
| 26  | 得点ボード               |   | 08点 |                |                                                                        |
| 27  | コマ                     |   | 14点 |                |                                                                        |
| 28  | ムカデ                   | ○ | 15点 |                |                                                                        |
| 29  | にらめっこ               | ○ | 18点 | 努力賞         |                                                                        |
| 30  | ジェット・コースター     | ○ | 15点 | 演技賞         |                                                                        |
| 31  | 与作                     |   | 11点 |                |                                                                        |
| 32  | サンドイッチ             |   | 10点 |                | 9点からトーク中に+1点                                                  |
| 33  | 秋田竿灯祭り             |   | 07点 |                |                                                                        |
| 34  | 打ち上げ花火             |   | 09点 |                |                                                                        |
| 35  | 打ち上げ花火             | ○ | 15点 |                |                                                                        |
| 36  | 花火大会                 | ○ | 17点 | ファンタジー賞 |                                                                        |
| 37  | 非常警報ベル             |   | 11点 |                |                                                                        |
| 38  | 明治神宮                 | ○ | 15点 | ユーモア賞     | 出演：クリス・ジョンソン（元ネスレ日本会長兼社長）14点から繰り上げ合格 |
| 39  | プラモデル               | ○ | 16点 |                |                                                                        |
| 40  | 出目金                   |   | 10点 |                |                                                                        |
| 41  | ダーツゲーム             |   | 10点 |                |                                                                        |
| 42  | みつばち                 |   | 09点 |                | 第9回優勝組                                                            |
| 43  | ゴミとホウキ             |   | 11点 |                |                                                                        |
| 44  | 日本昔ばなし             |   | 08点 |                | 第29,37回優勝組 7点からトーク中に+1点                                  |
| 45  | 富士山の大噴火           |   | 09点 |                |                                                                        |
| 46  | ローラースルーGOGO       |   | 10点 |                |                                                                        |
| 47  | びっくりコンサート       | ○ | 19点 | 準優勝         |                                                                        |
| 48  | 大砲                     |   | 06点 |                |                                                                        |
| 49  | イルカの曲芸             |   | 10点 |                |                                                                        |
| 50  | けしゴム                 |   | 09点 |                |                                                                        |
| 51  | 笑い袋                   | ○ | 15点 |                |                                                                        |
| 52  | 人間除雪機               |   | 10点 |                |                                                                        |

優勝 - 15番 アジのひらき
子どもが扮したアジに母親が扮した包丁が入ると一瞬でひらきになる。その中身を表現したインパクトあるボディペイントに、会場からは爆笑と驚きの声が上がった。
準優勝 - 47番 びっくりコンサート
叔父と姪っ子がギター、ピアノ、チェロ、バイオリンなどを次々に演奏する様子を表現。
第3位 - 21番 時の魔術
いろいろな時代の曲がかかるたびに、演者たちの衣装が曲に合ったものに一瞬でどんどん変わっていく。
努力賞 - 29番 にらめっこ
大きなダルマと小さなダルマがにらめっこをして、大きなダルマが豪快に笑い転げる。
ファンタジー賞 - 36番 花火大会
モールを使って打ち上げ花火やナイアガラなどを表現。
演技賞 - 30番 ジェット・コースター
背景の動きを使ってジェットコースターのスピード感を表現。
ユーモア賞 - 38番 明治神宮
明治神宮（？）に扮した演技者が「明治神宮でございます。どうぞよろしく!」と言うだけの作品。とても仮装とは言えない製作費200円の衣装とアイディアが全く入っていない内容が、萩本や会場の人々を爆笑させた。当初は14点で不合格だったが、大山のぶ代が言葉遣いが綺麗との理由で1点追加し合格。演技者は、後にネスレ執行副社長兼取締役となるクリス・ジョンソン(当時は留学生)。
アイデア賞 - 19番 エレキギター
ミュージシャンがギターを抱えて登場し、口三味線で演奏を始める。
- その他備考
  - この年より『土曜スペシャル』が『土曜トップスペシャル』として復活したため、土曜放送が復活。以後（正月版を除き）第16回まで土曜放送となるが、この時期は『土曜トップスペシャル』扱いはされなかった。
  - 当初、金田正一が審査員として登場予定だったが、急遽福留功男が代理で登場。橋本テツヤに代わってナレーションも兼務した。
  - 得点音を改定。以降、第37回まで使用。日本テレビの他番組や得点パネルを模した「新!仮装大賞パネル(タカラトミー)」にもこの得点音が使用され、現在でも仮装大賞の得点音と言えばこのバージョンが連想される。
  - 当初、53番目に「愛は地球を救う」を演技する予定だったが、第7回で演技することになった(アイデア賞受賞)。
  - 全作品の演技が終了し、審査員が各賞選考の間に、前回の第5回34番「スーパーマン」で優勝した兄弟が特別ゲストとして呼ばれ、作品を再度演技した。インタビューで兄は「優勝賞金100万円はすぐ貯金した」と語ったが、弟は「貯金」の意味が解らなかったらしい。
  - 合格は52組中20組、満点は0組と初期の『仮装大賞』の審査の厳しさが窺える。後に第39,95-97回は合格20組以下の厳格な審査もあった。

## 第7回
欽ちゃんの爆笑仮装コンテスト! 第7回全日本仮装大賞
- 放送日 - 1982年9月18日(土)19:00 - 20:54 ※生放送
- 会場 - 東京・後楽園ホール
- ナレーター - 橋本テツヤ
- 審査員(太字は審査員長) - 仮装(テーマ「漫画の主人公」)
  - 山本晋也 - バカボンのパパ
  - 大山のぶ代 - 赤胴鈴之助
  - 東八郎 - 鞍馬天狗
  - 水野晴郎 - 銭形警部
  - うつみ宮土理 - Dr.スランプの則巻アラレ
  - 赤塚不二夫 - ゴルゴ13
  - 友竹正則 - 宇宙戦艦ヤマトの沖田艦長
  - 岡田眞澄 - ブラックジャック
  - マッハ文朱 - リボンの騎士
  - 所ジョージ - 嗚呼!!花の応援団の青田赤道

作品について
- 応募総数 - 2617組
- 出場 - 52組(内1組棄権)
- 合格 - 24組
- 満点 - 5組
- 合格率 - 46.15%
- 満点率 - 9.62%

- 合格点 - 20点満点中15点以上
- 最高点 - 20点
- 最低点 - 7点
- 平均点 - 14.06点

| No. | 作品                 |   | 点数 | 賞             | 備考                   |
| --- | -------------------- | - | ---- | -------------- | ---------------------- |
| 1   | 本日開店             | ○ | 19点 |                |                        |
| 2   | ケン玉               |   | 10点 |                |                        |
| 3   | インディアンの儀式   |   | 14点 |                |                        |
| 4   | ノコギリとカンナ     | ○ | 17点 |                |                        |
| 5   | カエルの観察日記     | ○ | 20点 | 第3位          |                        |
| 6   | 自動卓球練習機       | ○ | 20点 | 演技賞         |                        |
| 7   | かき氷               | ○ | 17点 |                |                        |
| 8   | ねむれぬ夜           |   | 08点 |                |                        |
| 9   | ポップコーン         |   | 14点 |                |                        |
| 10  | ゴキブリ             |   | 11点 |                |                        |
| 11  | わき毛               |   | 14点 |                |                        |
| 12  | 目玉焼               | ○ | 20点 | ファンタジー賞 |                        |
| 13  | アメリカンクラッカー |   | 10点 |                |                        |
| 14  | スイカ割り           | ○ | 15点 |                |                        |
| 15  | 海の風景             | ○ | 16点 |                | 15点からトーク中に+1点 |
| 16  | 愛は地球を救う       | ○ | 18点 | アイデア賞     |                        |
| 17  | 切手                 | ○ | 16点 |                | 15点からトーク中に+1点 |
| 18  | かつおのたたき       | ○ | 15点 |                |                        |
| 19  | 朝顔                 | ○ | 17点 |                | 15点からトーク中に+2点 |
| 20  | 踊る東京タワー       | ○ | 19点 | 努力賞         |                        |
| 21  | 銃撃戦               |   | 07点 |                |                        |
| 22  | ホッチキス           |   | 14点 |                |                        |
| 23  | ねずみ花火           |   | 13点 |                |                        |
| 24  | 秋の虫               | ○ | 16点 |                |                        |
| 25  | 拡声器               |   | 11点 |                |                        |
| 26  | サーフィン           |   | 10点 |                |                        |
| 27  | 花咲じいさん         | ○ | 20点 | 優勝           |                        |
| 28  | 傘                   |   | 14点 |                | 13点からトーク中に+1点 |
| 29  | ポップコーン         |   | 10点 |                |                        |
| 30  | 人力車               | ○ | 20点 | 準優勝         |                        |
| 31  | 貝のかんづめ         | ○ | 19点 | ユーモア賞     |                        |
| 32  | やまたのおろち       |   | 14点 |                | 13点からトーク中に+1点 |
| 33  | 百円ライター         | ○ | 17点 |                | 14点から繰り上げ合格   |
| 34  | トンボとり           |   | 10点 |                |                        |
| 35  | 蝶ネクタイ           | ○ | 15点 |                |                        |
| 36  | 大男                 |   | 08点 |                | 7点からトーク中に+1点  |
| 37  | シートベルト         | ○ | 17点 |                | 14点から繰り上げ合格   |
| 38  | うぐいす             |   |      |                | 棄権                   |
| 39  | ゴジラ               |   | 13点 |                |                        |
| 40  | 蝶の一生             | ○ | 15点 |                |                        |
| 41  | 西遊記               | ○ | 16点 |                | 第26回優勝組           |
| 42  | 人間扇風機           | ○ | 15点 |                | 11点から繰り上げ合格   |
| 43  | イカの照り焼き       |   | 13点 |                |                        |
| 44  | 空手                 |   | 10点 |                |                        |
| 45  | ドライブ             |   | 11点 |                |                        |
| 46  | ワタあめ             |   | 11点 |                |                        |
| 47  | オッパイ             |   | 09点 |                |                        |
| 48  | 天気予想             |   | 13点 |                |                        |
| 49  | ゲーム・ウォッチ     |   | 11点 |                |                        |
| 50  | ダイナマイト         |   | 10点 |                |                        |
| 51  | 昆虫採集             | ○ | 15点 |                |                        |
| 52  | おめでとう           |   | 10点 |                |                        |

優勝 - 27番 花咲じいさん
仮装大賞初の30人以上による団体作品。灰をまいても枯れ木に花が咲かなかった後に、「今日のおかずはハンバーグよ!」の一言で桜の花が満開になる。
準優勝 - 30番 人力車
人力車に青年が乗り込むが、目的地に着くと女の子に変身する。
第3位 - 5番 カエルの観察日記
男の子が読む日記に合わせて、おたまじゃくしから蛙になる様子を表現。
努力賞 - 20番 踊る東京タワー
スティルト（西洋竹馬）をつけた女性が扮した東京タワーが、沢田研二の「TOKIO」の曲にあわせて踊る。
ファンタジー賞 - 12番 目玉焼
フライパンの上で卵に扮した子供が動き、目玉焼きが焼ける様子を表現。
演技賞 - 6番 自動卓球練習機
口からピンポン玉を吐き出して卓球練習機を表現。
ユーモア賞 - 31番 貝のかんづめ
貝の缶詰を缶切りが開けると中からセーラー服の少女が登場し、機関銃を乱射して「かいかん(貝缶、開缶)」と言う。映画「セーラー服と機関銃」のパロディ。
アイデア賞 - 16番 愛は地球を救う
24時間テレビ 「愛は地球を救う」のテーマにのせてハートが登場し、投げられた地球をキャッチする。
- その他備考
  - 審査員の仮装テーマが初めて設けられる。以後、審査員は一貫したテーマに沿って仮装するようになる。
  - 4番『ノコギリとカンナ』で演者が段取りを間違えるハプニングが発生したが合格。
  - 38番『うぐいす』は演者が急な建築業の仕事で参加できなくなったため棄権となった。
  - 41番『西遊記』ではセットの釈迦の顔が前倒しになったが、欽ちゃんも手伝って起こして再開し合格。
  - 全作品終了後、欽ちゃんの全日本爆笑CM大賞の募集告知が行われた。同番組は仮装大賞とほぼ同じ出演者・スタッフで制作されており、番組のルールもそのまま流用されている。（得点ボードは【CM】という文字を模ったもの）
  - 放送開始以来の最高視聴率となる27.0%を獲得。

## 第8回
欽ちゃんの新春爆笑仮装コンテスト! 第8回全日本仮装大賞
- 放送日 - 1983年1月1日(土)18:30 - 20:54 ※生放送
- 会場 - 東京・日本青年館ホール
- ナレーター - 橋本テツヤ
- 審査員(太字は審査員長) - 仮装(テーマ「時代劇」)
  - 山本晋也 - 駒形茂兵衛
  - うつみ宮土理 - お軽
  - 岡田眞澄 - 河内山宗俊
  - 赤塚不二夫 - 牛若丸
  - 藤田弓子 - 雪之丈
  - 青島幸男 - 関根名人
  - 大山のぶ代 - 出雲阿国
  - 水野晴郎 - 平井権八
  - マッハ文朱 - 森の石松
  - 所ジョージ - 与三郎

作品について
- 応募総数 - 3199組
- 出場 - 60組
- 合格 - 31組
- 満点 - 0組
- 合格率 - 51.67%
- 満点率 - 0.00%

- 合格点 - 20点満点中15点以上
- 最高点 - 19点
- 最低点 - 6点
- 平均点 - 13.77点

| No. | 作品                   |   | 点数 | 賞             | 備考                   |
| --- | ---------------------- | - | ---- | -------------- | ---------------------- |
| 1   | もちつき               | ○ | 15点 |                |                        |
| 2   | かど松                 | ○ | 15点 |                |                        |
| 3   | 鯉の滝のぼり           |   | 13点 |                |                        |
| 4   | 書初め                 | ○ | 17点 | ファンタジー賞 |                        |
| 5   | トランプ               |   | 10点 |                |                        |
| 6   | 大相撲正月場所         | ○ | 18点 |                |                        |
| 7   | たつ巻                 |   | 11点 |                |                        |
| 8   | 雨あがり               | ○ | 16点 |                |                        |
| 9   | 旧のクリスマス         |   | 13点 |                | 第26回優勝組           |
| 10  | 五重の塔               | ○ | 16点 |                |                        |
| 11  | かくれんぼ             | ○ | 15点 |                |                        |
| 12  | 北海道のシャケ         | ○ | 16点 |                |                        |
| 13  | おやゆび姫             |   | 14点 |                |                        |
| 14  | 雨                     | ○ | 16点 |                |                        |
| 15  | 90メートル級ジャンプ   |   | 14点 |                |                        |
| 16  | 楯                     | ○ | 15点 |                |                        |
| 17  | ダチョウ               |   | 12点 |                |                        |
| 18  | 噴水                   | ○ | 18点 | 第3位          |                        |
| 19  | 鬼の顔                 |   | 09点 |                |                        |
| 20  | 世界の七不思議         | ○ | 18点 | 準優勝         |                        |
| 21  | 照明塔                 |   | 11点 |                |                        |
| 22  | 懐しのヒーローたち     | ○ | 16点 |                |                        |
| 23  | 靴みがき               |   | 11点 |                |                        |
| 24  | でっきゃあトカゲ       | ○ | 15点 |                |                        |
| 25  | 上皿テンビン           |   | 14点 |                |                        |
| 26  | 守礼の門               | ○ | 15点 |                |                        |
| 27  | 四ッ玉ふりこ           |   | 06点 |                | 5点からトーク中に+1点  |
| 28  | お正月                 | ○ | 17点 |                |                        |
| 29  | たぬき                 | ○ | 15点 |                | 13点から繰り上げ合格   |
| 30  | アリの悲劇             | ○ | 15点 |                | 14点から繰り上げ合格   |
| 31  | はつかねずみ           |   | 09点 |                | 8点からトーク中に+1点  |
| 32  | ピアノ大根サート       |   | 14点 |                |                        |
| 33  | スーパーカー           |   | 13点 |                |                        |
| 34  | パチンコ               | ○ | 17点 | 演技賞         |                        |
| 35  | バッタ                 |   | 12点 |                | 11点からトーク中に+1点 |
| 36  | カレンダー             |   | 10点 |                | 演技時間:2分18秒       |
| 37  | ハンマーゴング         |   | 09点 |                |                        |
| 38  | えび                   |   | 14点 |                |                        |
| 39  | 太陽にほえろ           | ○ | 15点 |                |                        |
| 40  | 羽根つき               | ○ | 16点 |                |                        |
| 41  | 焼きいも               | ○ | 16点 |                | 14点から繰り上げ合格   |
| 42  | 番町にんじん屋敷       |   | 08点 |                |                        |
| 43  | 人間レタリング「亥」   | ○ | 18点 | 努力賞         |                        |
| 44  | 書初め                 | ○ | 19点 |                |                        |
| 45  | ササニシキ             | ○ | 15点 |                |                        |
| 46  | こま                   |   | 11点 |                |                        |
| 47  | ゆく年くる年           | ○ | 15点 |                | 11点から繰り上げ合格   |
| 48  | 名画ヴィーナスの誕生   | ○ | 16点 | 優勝           |                        |
| 49  | 凧あげ                 |   | 13点 |                |                        |
| 50  | ニュートン             |   | 10点 |                |                        |
| 51  | 変身マシーン           |   | 11点 |                |                        |
| 52  | 虫メガネ               |   | 13点 |                |                        |
| 53  | ニューヨークの初日の出 | ○ | 16点 |                |                        |
| 54  | バスケットボール練習機 | ○ | 17点 | ユーモア賞     |                        |
| 55  | 初夢                   | ○ | 16点 |                |                        |
| 56  | もちつき               |   | 10点 |                |                        |
| 57  | 空中戦                 |   | 10点 |                |                        |
| 58  | サルも木から落ちる     | ○ | 15点 | アイデア賞     |                        |
| 59  | 鯉の活造り             |   | 11点 |                |                        |
| 60  | 優勝                   |   | 11点 |                |                        |

優勝 - 48番 名画ヴィーナスの誕生
名画「ヴィーナスの誕生」の巨大な絵を警備員がひっくり返して裏から見ると、たくさんのギャラリーが見ているという空想的な作品。
19点が1組、18点・17点がそれぞれ4組と高得点を獲得したチームがいたにもかかわらず、16点で優勝。これは、余りの芸術性の高さに見とれてしまった青島と所が採点の時機を逃し、1点も採点しないまま次の作品へ進行してしまったためであり、最終審査で評価が改められた。
準優勝 - 20番 世界の七不思議
体の動きや道具を使ってピサの斜塔など世界の建造物を表現。
第3位 - 18番 噴水
『くるみ割り人形』のトレパック（ロシアの踊り）の曲にあわせて噴水が噴き出す様子を表現。
努力賞 - 43番 人間レタリング「亥」
1人の男性が立ち姿の全身で「亥」の漢字を作り上げる。
ファンタジー賞 - 4番 書初め
組体操の要領で「寿」の字を作る。
演技賞 - 34番 パチンコ
顔を使ってパチンコの中のアトラクションを表現。
ユーモア賞 - 54番 バスケットボール練習機
肩車してゴールを表現。
アイデア賞 - 58番 サルも木から落ちる
タイトルの通り、木にぶら下がったサルがただ落下するだけ。
- その他備考
  - 初の元日編成。
  - 審査員の女優・藤田弓子が初登場。
  - 前年正月の第5回に続き「お年玉」が登場。登場幕の色はこの回だけ水色。
  - 27番『四ッ玉ふりこ』はリハーサル時の道具トラブルで本番時には三ッ玉になっていた。萩本がフォローするも6点で不合格となった。

## 第9回
欽ちゃんの爆笑仮装コンテスト! 第9回全日本仮装大賞
- 放送日 - 1983年4月30日(土)19:00 - 20:54 ※生放送
- 会場 - 東京・後楽園ホール
- ナレーター - 橋本テツヤ
- 審査員(太字は審査員長) - 仮装(テーマ「歴史上の偉人」)
  - 所ジョージ - バイキング
  - 木の実ナナ - 楊貴妃
  - 岡田眞澄 - カスター将軍
  - 山藤章二 - デイビー・クロケット
  - 藤田弓子 - ジャンヌ・ダルク
  - 赤塚不二夫 - チンギス・ハーン
  - 水野晴郎 - 宮本武蔵
  - 大山のぶ代 - 巴御前
  - 小室等 - 石川五右衛門
  - 山本晋也 - ナポレオン

作品について
- 応募総数 - 5032組
- 出場 - 50組
- 合格 - 25組
- 満点 - 2組
- 合格率 - 50.00%
- 満点率 - 4.00%

- 合格点 - 20点満点中15点以上
- 最高点 - 20点
- 最低点 - 7点
- 平均点 - 13.98点

| No. | 作品                             |   | 点数 | 賞             | 備考 |
| --- | -------------------------------- | - | ---- | -------------- | ---- |
| 1   | 長崎名物                         |   | 13点 |                |      |
| 2   | お寿司                           | ○ | 15点 |                |      |
| 3   | 目ざまし時計                     | ○ | 19点 |                |      |
| 4   | 鯉のぼり                         | ○ | 19点 |                |      |
| 5   | 16文キック                       |   | 13点 |                |      |
| 6   | うなぎのかば焼                   |   | 08点 |                |      |
| 7   | お弁当                           | ○ | 15点 |                |      |
| 8   | クモの子をちらす                 | ○ | 15点 |                |      |
| 9   | 髪の毛                           | ○ | 17点 |                |      |
| 10  | ビリヤード                       |   | 10点 |                |      |
| 11  | 目ざまし時計                     | ○ | 17点 | 努力賞         |      |
| 12  | ローラースケートとアイススケート |   | 09点 |                |      |
| 13  | 雨のち晴れ                       | ○ | 16点 |                |      |
| 14  | アスレチック・田舎編             | ○ | 18点 |                |      |
| 15  | ロケット打ち上げ                 |   | 09点 |                |      |
| 16  | ランドセル                       | ○ | 17点 | 演技賞         |      |
| 17  | ピアノ                           |   | 12点 |                |      |
| 18  | ちりも積もればやまとなる         | ○ | 17点 | アイデア賞     |      |
| 19  | 目玉                             |   | 13点 |                |      |
| 20  | なすのぬか漬け                   | ○ | 16点 |                |      |
| 21  | おり紙                           | ○ | 20点 | 優勝           |      |
| 22  | スネーク・キューブ               | ○ | 18点 | 準優勝         |      |
| 23  | 虹                               | ○ | 16点 |                |      |
| 24  | 強風警報                         |   | 10点 |                |      |
| 25  | うなぎのかば焼                   |   | 08点 |                |      |
| 26  | いも虫の脱皮                     |   | 14点 |                |      |
| 27  | 野菜畑                           | ○ | 19点 | 準優勝         |      |
| 28  | ジェットコースター               |   | 10点 |                |      |
| 29  | 逃げた小羊                       |   | 07点 |                |      |
| 30  | エキスパンダー                   |   | 11点 |                |      |
| 31  | 障害物競走                       | ○ | 16点 |                |      |
| 32  | 水中花                           | ○ | 20点 |                |      |
| 33  | 大文字焼                         | ○ | 19点 | 第3位          |      |
| 34  | 逆立ち                           | ○ | 19点 | ユーモア賞     |      |
| 35  | 歯を大切に                       |   | 07点 |                |      |
| 36  | 盆栽                             |   | 13点 |                |      |
| 37  | 腕立て伏せ                       |   | 07点 |                |      |
| 38  | 鳴戸大橋                         |   | 13点 |                |      |
| 39  | まりつき                         |   | 14点 |                |      |
| 40  | ボケの四季                       | ○ | 16点 |                |      |
| 41  | 十人十色                         |   | 12点 |                |      |
| 42  | 蛍光灯                           |   | 10点 |                |      |
| 43  | 出初め式                         | ○ | 15点 |                |      |
| 44  | 最後の一滴                       |   | 12点 |                |      |
| 45  | はたおり機                       | ○ | 18点 | ファンタジー賞 |      |
| 46  | お花見                           |   | 11点 |                |      |
| 47  | 古井戸                           | ○ | 16点 |                |      |
| 48  | なだれ                           |   | 13点 |                |      |
| 49  | ワニ                             |   | 12点 |                |      |
| 50  | 体温計                           | ○ | 15点 |                |      |

優勝 - 21番 おり紙
カブト・紙飛行機・鶴の巨大な折り紙作品を表現。BGMはリチャード・クレイダーマン「星空のピアニスト」
準優勝 I - 22番 スネークキューブ
3人の中学生がスネークキューブに扮して、犬が出来上がっていく様子を表現。
準優勝 II - 27番 野菜畑
体の様々な箇所を使って、軽快な歌に乗せながらいろいろな野菜を表現。
第3位 - 33番 大文字焼
全身に赤いモールをつけて、大文字焼が点火される様子を表現。
努力賞 - 11番 目ざまし時計
父親と子供3人で、巨大な目覚まし時計が鳴る様子を表現。
ファンタジー賞 - 45番 はたおり機
腕立て伏せの要領ではたおり機の動きを表現し、大きな鶴の織物が完成する。
演技賞 - 16番 ランドセル
小学生役の父親が、子供が扮したランドセルにノートなどを入れて背負って登校していく。
ユーモア賞 - 34番 逆立ち
お尻に作り物の脚を付けて逆立ちする様を表現し、様々な芸をする。
アイデア賞 - 18番 ちりも積もればやまとなる
大量のごみが集まって宇宙戦艦ヤマトに変身する。
- その他備考
  - 放送後に、第1-9回の仮装をまとめた書籍『仮装大賞おもしろ設計図』が発売された。その後第2弾も、第10回放送後に発売されている。
  - 第9回は準優勝が2組選出されたが、22番『スネークキューブ』と発表された時にテロップでは27番『野菜畑』と表示され、更に27番は表彰を忘れられたまま優勝発表・エンディングとなってしまうミスが発生した。第9回の放送翌日のスーパーJOCKEYにて、この発表漏れについてのお詫びのアナウンスがあった。27番の表彰は第10回に行われた（第10回のその他備考を参照）。

## 第10回
欽ちゃんの爆笑仮装コンテスト! 第10回全日本仮装大賞
- 放送日 - 1983年9月17日(土)19:00 - 20:54 ※生放送
- 会場 - 東京・後楽園ホール
- ナレーター - 橋本テツヤ
- 審査員(太字は審査員長) - 仮装(テーマ「スポーツ選手」)
  - 所ジョージ - ボクシング
  - 岡田眞澄 - アメリカンフットボール
  - 石野真子 - 乗馬
  - 谷啓 - 柔術家
  - 青島幸男 - 野球監督
  - 藤田弓子 - フェンシング
  - 赤塚不二夫 - 蹴鞠
  - 中村泰士 - アイスホッケー
  - 大山のぶ代 - 剣道
  - 山本晋也 - 相撲の力士

作品について
- 応募総数 - 4171組
- 出場 - 50組
- 合格 - 23組
- 満点 - 2組
- 合格率 - 46.00%
- 満点率 - 4.00%

- 合格点 - 20点満点中15点以上
- 最高点 - 20点
- 最低点 - 2点
- 平均点 - 12.98点

| No. | 作品                         |   | 点数 | 賞             | 備考                                                                                        |
| --- | ---------------------------- | - | ---- | -------------- | ------------------------------------------------------------------------------------------- |
| 1   | ペナント レース              |   | 10点 |                |                                                                                             |
| 2   | ハーモニカ                   | ○ | 15点 |                |                                                                                             |
| 3   | カメレオン                   | ○ | 20点 | 第3位          |                                                                                             |
| 4   | 郵便                         | ○ | 16点 |                |                                                                                             |
| 5   | メトロノーム                 |   | 11点 |                |                                                                                             |
| 6   | 地層                         |   | 13点 |                |                                                                                             |
| 7   | 歯ブラシ                     |   | 11点 |                |                                                                                             |
| 8   | 楽しい動物園                 | ○ | 17点 |                |                                                                                             |
| 9   | 垣根                         |   | 11点 |                |                                                                                             |
| 10  | ビールとおつまみ             |   | 13点 |                |                                                                                             |
| 11  | 木炭の一生                   | ○ | 18点 | アイデア賞     |                                                                                             |
| 12  | 金太郎飴                     |   | 12点 |                |                                                                                             |
| 13  | 天気予報                     | ○ | 15点 |                |                                                                                             |
| 14  | 夏休みの研究発表             | ○ | 15点 |                |                                                                                             |
| 15  | 蝶の誕生                     | ○ | 15点 |                |                                                                                             |
| 16  | 超能力                       |   | 05点 |                |                                                                                             |
| 17  | シンデレラ                   | ○ | 16点 |                |                                                                                             |
| 18  | せんぬき                     |   | 08点 |                |                                                                                             |
| 19  | 大リーグボール養成ギプス     | ○ | 20点 | 優勝           |                                                                                             |
| 20  | あじさいとかたつむり         | ○ | 16点 |                |                                                                                             |
| 21  | 大障害                       | ○ | 15点 |                | 14点から繰り上げ合格                                                                        |
| 22  | 池                           |   | 10点 |                |                                                                                             |
| 23  | わたあめ                     |   | 13点 |                |                                                                                             |
| 24  | 腕相撲                       |   | 08点 |                |                                                                                             |
| 25  | 減量                         | ○ | 15点 |                |                                                                                             |
| 26  | ししおどし                   | ○ | 18点 | 準優勝         |                                                                                             |
| 27  | 鰹の一本釣り                 |   | 12点 |                |                                                                                             |
| 28  | デジタル時計                 |   | 09点 |                |                                                                                             |
| 29  | 竹馬                         |   | 02点 |                | 竹馬に扮して「三百六十五歩のマーチ」を大声で歌いながら前進する。1点からトーク中に+1点(後述) |
| 30  | 早く芽をだせ                 |   | 12点 |                | 第29,37回優勝組                                                                             |
| 31  | あやとり                     | ○ | 17点 | 努力賞         |                                                                                             |
| 32  | シンクロナイズド・スイミング | ○ | 19点 | 演技賞         |                                                                                             |
| 33  | ウインドサーフィン           |   | 11点 |                |                                                                                             |
| 34  | みにくいアヒルの子           |   | 12点 |                |                                                                                             |
| 35  | アフリカ探検                 | ○ | 16点 | ユーモア賞     |                                                                                             |
| 36  | アメリカン バンド            |   | 10点 |                | 9点からトーク中に+1点                                                                       |
| 37  | 鯨                           |   | 09点 |                | 8点からトーク中に+1点                                                                       |
| 38  | 六面相                       |   | 10点 |                |                                                                                             |
| 39  | 遊園地                       | ○ | 15点 |                |                                                                                             |
| 40  | 青い地球の仲間たち           | ○ | 16点 | ファンタジー賞 |                                                                                             |
| 41  | フライド チキン              |   | 13点 |                |                                                                                             |
| 42  | 農耕機                       |   | 13点 |                |                                                                                             |
| 43  | 農作業 今と昔                | ○ | 16点 |                |                                                                                             |
| 44  | 洗濯                         | ○ | 15点 |                |                                                                                             |
| 45  | えのぐ                       |   | 12点 |                |                                                                                             |
| 46  | 床屋の椅子                   |   | 08点 |                |                                                                                             |
| 47  | バドミントン                 |   | 10点 |                |                                                                                             |
| 48  | シャーボ                     |   | 04点 |                |                                                                                             |
| 49  | 夕焼け小焼け                 | ○ | 16点 |                |                                                                                             |
| 50  | これでどうだ                 | ○ | 16点 |                |                                                                                             |

優勝 - 19番 大リーグボール養成ギプス
全身を銀色に塗り養成ギプスに扮し、高校球児の体に絡みつき猛特訓を表現。デーモン小暮が高く評価した作品。
準優勝 - 26番 ししおどし
ししおどしや石などを人間が表現。竹筒に扮した少年が注がれてくる水を口に含んで吐き出し、顔を黒塗りにした少年が扮する石を濡らす。さらに、同様の扮装で別の石に扮した男の子が頭に竹筒を激突させ「コ〜ン!」と叫んで音を表現。
第3位 - 3番 カメレオン
カメレオンに扮し、吹き戻しを使って舌を表現。獲物をつけた風船に舌を当てて割っていく。途中から吹き戻しの調子が悪くなり、何度も空振りするハプニングが発生する（吹き戻しが前方にうまく伸びずに垂れ下がってしまって慌てて手で巻き戻し、最後には吹き戻しを手で直接持ちながら吹いて伸ばしていた）。しかし、吹き戻しを必死に風船に当てようと頑張る姿が、かえって審査員や観客の好感を呼んだ。
努力賞 - 31番 あやとり
人間が指に扮し、長い紐を使ってあやとりを表現。
ファンタジー賞 - 40番 青い地球の仲間たち
海中散歩する人と海中のを海藻やタコなどがゆらめく様子を表現。過去7回連続出場・全作品合格という常連チームの作品。演技終了後、番組から感謝状と記念品として仮装制作のための電動工具セットが贈呈された。
演技賞 - 32番 シンクロナイズド・スイミング
作り物の脚を使ってシンクロの技を表現。
ユーモア賞 - 35番 アフリカ探検
正面は探検家、背面は原住民という姿で探検家が原住民に追われる様をバカバカしく表現。
アイデア賞 - 11番 木炭の一生
木炭に火がつき灰になるまでをユニークに表現。審査員の所ジョージが絶賛した。
- その他備考
  - 第10回記念大会。常連組のほとんどが予選落ちとなる激戦となった。
  - この回から合格時に点灯する得点パネルの周囲の電飾が、スタッフの手動操作から合格の15点と同時に自動で点灯するようになる(第9回までは15点以上点灯時でも、スタッフが操作していたため若干遅れて周りの電飾が点灯していた)。
  - 不合格の効果音が半音下がる（第12回まで）。
  - 29番「竹馬」が番組史上初の1点で不合格の鐘が鳴った。しかし、後に岡田眞澄が故障でない証拠として1点加点し、結果2点になった。
  - 全作品の演技終了後に、萩本から第9回27番『野菜畑』の準優勝の発表漏れの説明があり、表彰のために当時と同様の扮装で演者が登場（但し、第9回出場時の9人から7人になり、演者の扮装が一部異なる）。そして再度演技を行い、ファンファーレの後に審査員により得点パネルに第9回当時の19点ではなく20点を点灯し、トロフィーと賞金が授与された。この出来事は2007年10月20日放送の『欽ちゃん&香取慎吾の全日本仮装大賞 ミンナが選ぶ名作&名場面ベスト20』でも紹介された。